# I liga urugwajska w piłce nożnej (1914)
- Mistrz Urugwaju 1914: River Plate FC Montevideo
- Wicemistrz Urugwaju 1914: CA Peñarol
- Spadek do drugiej ligi: nikt nie spadł
- Awans z drugiej ligi: Bristol Montevideo, Defensor Sporting

Mistrzostwa Urugwaju w roku 1914 były mistrzostwami rozgrywanymi według systemu, w którym wszystkie kluby rozgrywały ze sobą mecze każdy z każdym u siebie i na wyjeździe, a o tytule mistrza i dalszej kolejności decydowała końcowa tabela. Ponieważ nikt nie spadł, a awansowały dwa kluby, liga zwiększyła się z 8 do 10 klubów.

## Primera División

### Końcowa tabela sezonu 1914
| Poz | Klub                      | Mecze | Zw | Rem | Por | Pkt | BrZd | BrStr |
| --- | ------------------------- | ----- | -- | --- | --- | --- | ---- | ----- |
| 1   | River Plate FC Montevideo | 14    | 9  | 4   | 1   | 22  | 21   | 8     |
| 2   | CA Peñarol                | 14    | 9  | 4   | 1   | 22  | 22   | 8     |
| 3   | Club Nacional de Football | 14    | 8  | 5   | 1   | 21  | 26   | 11    |
| 4   | Universal Montevideo      | 14    | 6  | 2   | 6   | 14  | 27   | 24    |
| 5   | Montevideo Wanderers      | 14    | 5  | 2   | 7   | 12  | 19   | 20    |
| 6   | Reformers Montevideo      | 14    | 4  | 2   | 8   | 10  | 16   | 29    |
| 7   | Central Montevideo        | 14    | 3  | 3   | 8   | 9   | 11   | 19    |
| 8   | Independencia Montevideo  | 14    | 0  | 2   | 12  | 2   | 8    | 31    |

Ze względu na równą liczbę punktów dwóch najlepszych w tabeli klubów o mistrzostwie Urugwaju zadecydował baraż.
| Mecz                                       |
| ------------------------------------------ |
| River Plate FC Montevideo – CA Peñarol 1:1 |
| CA Peñarol – River Plate FC Montevideo 1:1 |
| River Plate FC Montevideo – CA Peñarol 1:0 |

Mistrzem Urugwaju został klub River Plate FC Montevideo.